# ASCA Wittelsheim
ASCA Wittelsheim is een Franse voetbalclub uit Wittelsheim, in het departement Haut-Rhin.

## Geschiedenis
De club werd in 1925 opgericht. De club speelde op regionaal niveau. Na het uitbreken van de Tweede Wereldoorlog werd de Elzas geannexeerd door nazi-Duitsland. Alle clubs uit de Elzas moesten hun clubnaam verduitsen en ASCA werd veranderd in SV. Omdat het voetbal in Duitsland nog sterk regionaal verdeeld was speelde de club in de hoogste klasse, de Gauliga Elsaß. De kampioen van deze competitie kon deelnemen aan de eindronde om de Duitse landstitel. De competitie was eerst in twee groepen verdeeld en SV Wittelsheim werd zevende op acht clubs in de groep Oberelsaß. De club degradeerde en slaagde er niet meer in te promoveren. Na de oorlog ging de Elzas terug naar Frankrijk en werd de oorspronkelijke naam weer aangenomen.
De club ging in de DH Alsace spelen, wat in tegenstelling tot in het Duitse voetbal niet de hoogste klasse was. Na een titel in 1951 promoveerde de club naar de derde klasse. De club werd een liftploeg tussen de derde klasse en de DH Alsace en speelde telkens een aantal seizoenen in de ene competitie en dan weer in de andere. Na een nieuwe degradatie in 1973 uit de derde klasse volgde in 1977 een degradatie uit de DH Alsace. De club keerde terug van 1982 tot 1986 en nog twee keer één seizoen in 1988 en 1992. Na een nieuwe terugkeer in 1994, de DH Alsace was inmiddels de zesde klasse, promoveerde de club meteen door naar de National 3. Na drie seizoenen in deze competitie degradeerde de club twee keer op rij en speelde weer op laag niveau.